# Amal Habani
Amal Khalifa Idris Habani (en arabe : أمل خليفة إدريس هباني) née le 19 décembre 1974, est une journaliste et militante des droits de l'homme soudanaise.

## Biographie

### Carrière
Diplômée en études des médias à l’ Université de Khartoum, Habani devient journaliste indépendante et collaboratrice pour le média soudanais Al-Taghyeer . Elle est aussi cofondatrice du groupe local indépendant de défense de la liberté de la presse, Sudanese Journalists Network basé à Khartoum,,.

### Militantisme
En 2009, Habani participe à la création du mouvement des femmes soudanaises « Non à l'oppression des femmes », une initiative appelant à une rélecture des lois qui discriminent les femmes au Soudan.
Elle subit plusieurs menaces et intimidations par des autorités soudanaises à la suite de son reportage des manifestations et des violations officielles des libertés civiles dans le pays. En 2013, elle est détenue pendant plusieurs jours dans un lieu tenu secret, après avoir publié un reportage sur une répression policière à Khartoum. En 2017, elle est arrêtée et accusée d'avoir « publié de fausses informations » sur le procès d'une organisation de défense des droits de l'homme.
Après son refus de payer l'amende pour sa libération, elle est libérée à la suite de la mobilisation des fonds dans une campagne de financement participatif.
Le 16 janvier 2023, Habani est encore arrêté et gardée pendant un mois pour avoir participé à une manifestation publique dénonçant les prix des biens et la crise économique à laquelle le Soudan est confronté.
Fin 2023, Habani et ses fils obtiennent l'asile à Berlin, en Allemagne avec le soutien de la Fondation allemande Panter et de Reporters sans frontières.

## Récompenses
- 2014: prix du militant des droits de l'homme avec l'initiative « Non à l'oppression des femmes » de la délégation de l'Union Européeene au Soudan et le prix Ginetta Sagan d'Amnesty International[7];
- 2018: Prix international de la liberté de la presse 2018 [6], elle fait partie des journalistes nommés parmi les Personnalités de l'année par le magazine d'information américainTime[8]